# 1983-as magyar úszóbajnokság
Az 1983-as magyar úszóbajnokságot júliusban rendezték meg a Komjádi Béla Sportuszodában.

## Eredmények

### Férfiak
| Versenyszám            | Arany                                                                  | Arany    | Ezüst                                                                  | Ezüst    | Bronz                                                                 | Bronz    |
| ---------------------- | ---------------------------------------------------------------------- | -------- | ---------------------------------------------------------------------- | -------- | --------------------------------------------------------------------- | -------- |
| 100 m gyorsúszás       | Kovács Ottó Bp. Honvéd                                                 | 53,56    | Kálló István BVSC                                                      | 53,77    | Szondi György Bp. Spartacus                                           | 55,52    |
| 200 m gyorsúszás       | Nagy Sándor Újpesti Dózsa                                              | 1:54,62  | Kovács Ottó Bp. Honvéd                                                 | 1:55,40  | Wladár Sándor Újpesti Dózsa                                           | 1:58,19  |
| 400 m gyorsúszás       | Nagy Sándor Újpesti Dózsa                                              | 4:04,44  | Koczka Lajos Bp. Honvéd                                                | 4:07,04  | Wladár Zoltán Újpesti Dózsa                                           | 4:07,66  |
| 1500 m gyorsúszás      | Koczka Lajos Bp. Honvéd                                                | 15:46,07 | Nagy Sándor Újpesti Dózsa                                              | 16:13,65 | Wladár Zoltán Újpesti Dózsa                                           | 16:15,74 |
| 100 m hátúszás         | Wladár Sándor Újpesti Dózsa                                            | 57,94    | Novotny Attila BVSC                                                    | 59,70    | Kálló István BVSC                                                     | 1:00,19  |
| 200 m hátúszás         | Wladár Sándor Újpesti Dózsa                                            | 2:05,11  | Balajti Zoltán Orvosegyetem SC                                         | 2:07,14  | Horváth Zsolt Ferencvárosi TC                                         | 2:08,96  |
| 100 m mellúszás        | Dzvonyár János BVSC                                                    | 1:05,00  | Vermes Albán Újpesti Dózsa                                             | 1:07,10  | Kovács József Bp. Spartacus                                           | 1:07,37  |
| 200 m mellúszás        | Vermes Albán Újpesti Dózsa                                             | 2:19,94  | Dzvonyár János BVSC                                                    | 2:23,08  | Szabó Péter BVSC                                                      | 2:26,35  |
| 100 m pillangóúszás    | Kálló István BVSC                                                      | 57,71    | Verrasztó Zoltán Bp. Honvéd                                            | 58,41    | Énekes Zoltán Bp. Spartacus                                           | 58,65    |
| 200 m pillangóúszás    | Kálló István BVSC                                                      | 2:05,31  | Énekes Zoltán Bp. Spartacus                                            | 2:05,31  | Pászti Csaba BVSC                                                     | 2:09,14  |
| 200 m vegyes úszás     | Wladár Sándor Újpesti Dózsa                                            | 2:07,20  | Kálló István BVSC                                                      | 2:10,14  | Vermes Albán Újpesti Dózsa                                            | 2:12,56  |
| 400 m vegyes úszás     | Wladár Sándor Újpesti Dózsa                                            | 4:33,68  | Vermes Albán Újpesti Dózsa                                             | 4:35,27  | Szabó József Bp. Honvéd                                               | 4:38,76  |
| 4 × 100 m gyorsváltó   | Bp. Honvéd Kovács Ottó Szalkai Attila Szebellédi Péter Szilágyi Zoltán | 3:40,51  | Ferencvárosi TC Kormos István Sáthy István Molnár Róbert Horváth Zsolt | 3:43,16  | Újpesti Dózsa László Frigyes Nagy Sándor Wladár Zoltán Wladár Sándor  | 3:43,42  |
| 4 × 200 m gyorsváltó   | Bp. Honvéd Szilágyi Zoltán Koczka Lajos Szebellédi Péter Kovács Ottó   | 7:54,84  | Újpesti Dózsa Nagy Sándor Wladár Zoltán László Frigyes Wladár Sándor   | 8:01,02  | BVSC Kármán Sándor Kelemen György Pászti Csaba Kálló István           | 8:11,95  |
| 4 × 100 m vegyes váltó | BVSC Novotny Attila Dzvonyár János Pászti Csaba Kálló István           | 3:57,27  | Újpesti Dózsa Wladár Sándor Vermes Albán Wladár Zoltán Nagy Sándor     | 4:06,40  | Ferencvárosi TC Horváth Zsolt Ripka Kálmán Sáthy István Kormos István | 4:09,05  |

### Nők
| Versenyszám            | Arany                                                         | Arany   | Ezüst                                                                | Ezüst   | Bronz                                                                       | Bronz   |
| ---------------------- | ------------------------------------------------------------- | ------- | -------------------------------------------------------------------- | ------- | --------------------------------------------------------------------------- | ------- |
| 100 m gyorsúszás       | Orosz Andrea Bp. Spartacus                                    | 58,37   | Ormos Edit Vasas SC                                                  | 59,67   | Csikány Csilla Bp. Spartacus                                                | 1:00,77 |
| 200 m gyorsúszás       | Orosz Andrea Bp. Spartacus                                    | 2:03,12 | Gyúró Mónika KSI                                                     | 2:04,42 | Ormos Edit Vasas SC                                                         | 2:08,19 |
| 400 m gyorsúszás       | Orosz Andrea Bp. Spartacus                                    | 4:17,69 | Gyúró Mónika KSI                                                     | 4:19,47 | Hegedűs Ágnes Bp. Spartacus                                                 | 4:28,71 |
| 800 m gyorsúszás       | Orosz Andrea Bp. Spartacus                                    | 8:58,76 | Hegedűs Ágnes Bp. Spartacus                                          | 9:16,29 | Csikány Csilla Bp. Spartacus                                                | 9:19,33 |
| 100 m hátúszás         | Virágh Katalin Vasas SC                                       | 1:04,87 | Kálmán Andrea Bp. Honvéd                                             | 1:05,81 | Váradi Andrea Orvosegyetem SC                                               | 1:06,08 |
| 200 m hátúszás         | Kálmán Andrea Bp. Honvéd                                      | 2:19,42 | Sass Katalin Orvosegyetem SC                                         | 2:22,33 | Váradi Andrea Orvosegyetem SC                                               | 2:22,72 |
| 100 m mellúszás        | Kovács Judit Pécsi MSC                                        | 1:16,72 | Pócsai Csilla Vasas SC                                               | 1:17,04 | Kindl Gabriella BVSC                                                        | 1:17,43 |
| 200 m mellúszás        | Kovács Judit Pécsi MSC                                        | 2:43,80 | Pócsai Csilla Vasas SC                                               | 2:45,84 | Gál Katalin BVSC                                                            | 2:50,44 |
| 100 m pillangóúszás    | Miklósfalvi Éva BVSC                                          | 1:04,22 | Fodor Ágnes Eger SE                                                  | 1:04,98 | Ormos Edit Vasas SC                                                         | 1:05,00 |
| 200 m pillangóúszás    | Pócsai Csilla Vasas SC                                        | 2:20,04 | Miklósfalvi Éva BVSC                                                 | 2:21,09 | Ormos Edit Vasas SC                                                         | 2:21,19 |
| 200 m vegyes úszás     | Pócsai Csilla Vasas SC                                        | 2:23,39 | Gyúró Mónika KSI                                                     | 2:23,83 | Orosz Andrea Bp. Spartacus                                                  | 2:25,12 |
| 400 m vegyes úszás     | Pócsai Csilla Vasas SC                                        | 5:02,97 | Pócsai Andrea Vasas SC                                               | 5:07,92 | Szabó Vera Dunaújvárosi Kohász                                              | 5:09,33 |
| 4 × 100 m gyorsváltó   | Vasas SC Nagy Katalin Virágh Katalin Pócsai Andrea Ormos Edit | 4:03,68 | Eger SE Bartha Mónika Havasi Emőke Molnár Judit Fodor Ágnes          | 4:07,23 | BVSC Németh Lívia Knipfer Judit Orbán Gabriella Miklósfalvi Éva             | 4:09,24 |
| 4 × 100 m vegyes váltó | Vasas SC Virágh Katalin Pócsai Csilla Ormos Edit Nagy Katalin | 4:29,48 | BVSC Szőllősi Gabriella Kindl Gabriella Miklósfalvi Éva Németh Lívia | 4:33,80 | Ferencvárosi TC Csépány Júlianna Horváth Ildikó Kuji Gyöngyi Trócsányi Sára | 4:38,05 |

## Csúcsok
A bajnokság során az alábbi csúcsok születtek:
| Esemény                       | Idő     | Név          | Csapat        | Csúcs                               |
| ----------------------------- | ------- | ------------ | ------------- | ----------------------------------- |
| Férfi 400 méteres vegyesúszás | 4:38,76 | Szabó József | Bp. Honvéd    | Országos gyermek                    |
| Női 200 méteres gyorsúszás    | 2:03,12 | Orosz Andrea | Bp. Spartacus | Országos felnőtt, ifjúsági, serdülő |
| Női 200 méteres gyorsúszás    | 2:04,42 | Gyúró Mónika | KSI           | Országos gyermek                    |
| Női 400 méteres gyorsúszás    | 4:19,47 | Gyúró Mónika | KSI           | Országos gyermek                    |
| Női 200 méteres mellúszás     | 2:43,80 | Kovács Judit | Pécsi MSC     | Országos gyermek                    |